# Morti il 20 marzo
| Questa pagina contiene informazioni ricavate automaticamente dalle voci biografiche con l'ausilio del template Bio e di un bot. L'aggiornamento è periodico e automatico e ricostruisce completamente la pagina. Se manca una persona in questa lista, sei pregato di non aggiungerla, ma accertati piuttosto che la sua voce biografica contenga il template Bio e che i dati anagrafici siano correttamente compilati. Se il template Bio manca, inseriscilo tu stesso o, in alternativa, metti l'avviso {{tmp\|Bio}} che ne segnala la mancanza. Se i dati riportati sono sbagliati, correggi direttamente la voce biografica; le modifiche saranno visibili in questa lista entro pochi giorni. Per chiarimenti vedi il progetto biografie. La lista contiene solo le 533 persone che sono citate nell'enciclopedia e per le quali è stato implementato correttamente il template Bio. Pagina aggiornata al 9 ago 2025. |

## I secolo a.C.(1)
- 44 a.C. - Gaio Elvio Cinna, poeta romano

## VII secolo(1)
- 687 - Cutberto di Lindisfarne, monaco cristiano, vescovo e santo anglosassone

## IX secolo(2)
- 842 - Alfonso II delle Asturie, sovrano (n. 759)
- 851 - Ermengarda di Tours, nobile tedesca

## XII secolo(2)
- 1181 - Taira no Kiyomori, militare giapponese (n. 1118)
- 1191 - Papa Clemente III, papa, cardinale e vescovo cattolico italiano (n. 1130)

## XIII secolo(4)
- 1239 - Ermanno di Salza, generale, politico e religioso tedesco
- 1282 - Roberto III delfino d'Alvernia, nobile francese
- 1286 - Ambrogio Sansedoni, religioso italiano (n. 1220)
- 1286 - Abu Yusuf Ya'qub ibn 'Abd al-Haqq, sultano marocchino

## XIV secolo(4)
- 1351 - Muhammad ibn Tughlaq, sultano indiano
- 1352 - Obizzo III d'Este, politico italiano (n. 1294)
- 1390 - Alessio III di Trebisonda, imperatore bizantino (n. 1338)
- 1393 - Giovanni Nepomuceno, presbitero ceco

## XV secolo(8)
- 1413 - Enrico IV d'Inghilterra, re (n. 1367)
- 1428 - Matteuccia da Todi, italiana
- 1435 - Niccolò Mauruzi da Tolentino, nobile e condottiero italiano
- 1440 - Sigismund Kęstutaitis, sovrano lituano (n. 1365)
- 1461 - Bertrando V de La Tour, nobile francese
- 1465 - Maria Stuart, principessa scozzese (n. 1427)
- 1477 - Lorenzo Canozi, intarsiatore, tipografo e pittore italiano (n. 1425)
- 1484 - Michele Carcano, presbitero e francescano italiano (n. 1427)

## XVI secolo(17)
- 1516 - Battista Spagnoli, poeta, religioso e pittore italiano (n. 1448)
- 1520 - Fabrizio I Colonna, nobile e condottiero italiano (n. 1460)
- 1520 - Lodovico Euffreducci, nobile italiano (n. 1497)
- 1523 - Gerolamo Adorno, diplomatico e militare italiano
- 1546 - Manfredo II da Correggio, politico italiano
- 1549 - Thomas Seymour, I barone Seymour di Sudeley, nobile inglese
- 1568 - Alberto I di Prussia, nobile prussiano (n. 1490)
- 1568 - Anna Maria di Brunswick-Lüneburg, nobile (n. 1532)
- 1571 - Giovanni Animuccia, compositore italiano
- 1571 - Lionello II Pio di Savoia, politico (n. 1477)
- 1572 - Mary Basset, letterata e traduttrice inglese (n. 1523)
- 1576 - Heinrich Salmuth, teologo e pastore protestante tedesco (n. 1522)
- 1581 - Salvatore Pacini, vescovo cattolico, diplomatico e funzionario italiano (n. 1506)
- 1583 - Juan de Garay, esploratore spagnolo (n. 1528)
- 1585 - Sancho de Guevara y Padilla, generale spagnolo
- 1597 - Alexandru III cel Rău, principe
- 1597 - Antonio da Ponte, scultore e carpentiere italiano (n. 1512)

## XVII secolo(18)
- 1611 - Johann Georg Gödelmann, giurista, diplomatico e scrittore tedesco (n. 1559)
- 1615 - Francisco de Medina, letterato spagnolo (n. 1544)
- 1617 - François d'Aguilon, matematico, fisico e architetto belga (n. 1567)
- 1620 - Ippolito Galantini, predicatore italiano (n. 1565)
- 1627 - Johann Jacob Grasser, storico e archeologo svizzero (n. 1579)
- 1636 - Juan Manuel Pérez de Guzmán, VIII duca di Medina Sidonia, nobile e generale spagnolo (n. 1579)
- 1643 - Johann Kirchmann, filologo, storico e pedagogo tedesco (n. 1575)
- 1649 - Juan Gutiérrez, vescovo cattolico spagnolo (n. 1578)
- 1653 - Volfango Guglielmo del Palatinato-Neuburg, duca (n. 1578)
- 1662 - Anton Giulio Brignole Sale, religioso, scrittore e diplomatico italiano (n. 1605)
- 1668 - Nicolas Mignard, pittore e incisore francese (n. 1606)
- 1673 - Vincenzo Rospigliosi, ammiraglio e nobile italiano (n. 1635)
- 1681 - Gaspar de Witte, pittore fiammingo (n. 1624)
- 1684 - Claude Bazin de Bezons, avvocato e funzionario francese (n. 1617)
- 1687 - Maddalena Sibilla di Brandeburgo-Bayreuth (n. 1612)
- 1688 - Maria d'Orange, principessa olandese (n. 1642)
- 1691 - Alonso De León, esploratore spagnolo
- 1699 - Erhard Weigel, astronomo, matematico e filosofo tedesco (n. 1625)

## XVIII secolo(26)
- 1705 - Massimiliano Filippo Girolamo di Baviera, principe tedesco (n. 1638)
- 1710 - Johann Joseph von Breuner, arcivescovo cattolico e nobile austriaco (n. 1641)
- 1725 - Samuel Fritz, missionario e cartografo ceco (n. 1654)
- 1725 - Joseph de La Font, drammaturgo francese (n. 1686)
- 1727 - Isaac Newton, matematico e fisico inglese (n. 1642)
- 1727 - Anne Geneviève de Lévis, nobile francese (n. 1673)
- 1728 - Ulisse Giuseppe Gozzadini, cardinale e vescovo cattolico italiano (n. 1650)
- 1728 - Camille d'Hostun, generale e nobile francese (n. 1652)
- 1730 - Adrienne Lecouvreur, attrice teatrale francese (n. 1692)
- 1743 - Jean Beausire, architetto e ingegnere francese (n. 1651)
- 1746 - Nicolas de Largillière, pittore francese (n. 1656)
- 1747 - Troiano Acquaviva d'Aragona, cardinale e arcivescovo cattolico italiano (n. 1696)
- 1754 - Giuseppe Livizzani Mulazzani, cardinale italiano (n. 1688)
- 1761 - Elizabeth Popham, nobildonna inglese
- 1762 - Vittorio Francesco, marchese di Susa, nobile italiano (n. 1694)
- 1765 - Paolo Rolli, poeta, librettista e letterato italiano (n. 1687)
- 1766 - Giovanni Battista Pescetti, compositore e organista italiano
- 1767 - Firmin Abauzit, scrittore e teologo francese (n. 1679)
- 1771 - Louis-Michel van Loo, pittore francese (n. 1707)
- 1773 - Saverio Canale, cardinale italiano (n. 1695)
- 1777 - Jean-François-Joseph de Rochechouart, cardinale e vescovo cattolico francese (n. 1708)
- 1785 - Claude-François-Xavier Millot, religioso e storico francese (n. 1726)
- 1786 - Alessandro Di Meo, teologo e storico italiano (n. 1726)
- 1793 - William Murray, I conte di Mansfield, magistrato e politico britannico (n. 1705)
- 1794 - Nicolas Haxo, generale francese (n. 1749)
- 1799 - Manuel Antonio Flórez, generale spagnolo (n. 1723)

## XIX secolo(76)
- 1803 - Tommaso Verani, archivista italiano (n. 1729)
- 1804 - Jean-Baptiste Lestiboudois, botanico e farmacista francese (n. 1715)
- 1804 - Benigno Zerafa, compositore maltese (n. 1726)
- 1810 - John Emes, orafo, incisore e pittore britannico (n. 1762)
- 1811 - Charles Erskine of Kellie, cardinale italiano (n. 1739)
- 1812 - Jan Ladislav Dussek, compositore e pianista boemo (n. 1760)
- 1814 - Jacques-Louis de Pourtalès, banchiere svizzero (n. 1722)
- 1816 - Maria I del Portogallo, regina portoghese (n. 1734)
- 1818 - Johann Nikolaus Forkel, musicologo e organista tedesco (n. 1749)
- 1820 - Léonard-Alexis Autié, stilista, impresario teatrale e parrucchiere francese (n. 1751)
- 1820 - Andrea Doria Landi Pamphili, principe italiano (n. 1747)
- 1820 - Felice Alessandro Radicati, violinista e compositore italiano (n. 1775)
- 1820 - Josef Speckbacher, militare austriaco (n. 1767)
- 1830 - Nicolas-Antoine Taunay, pittore francese (n. 1755)
- 1835 - Henry David Inglis, scrittore scozzese (n. 1795)
- 1835 - Zahar Dmitrievič Olsuf'ev, generale russo (n. 1772)
- 1835 - Louis Léopold Robert, pittore svizzero (n. 1794)
- 1836 - Giuseppe Tomaselli, tenore e attore teatrale italiano (n. 1758)
- 1837 - Guglielmo di Solms-Braunfels, nobile (n. 1759)
- 1839 - Herbert Taylor, ufficiale inglese (n. 1775)
- 1839 - Caspar Voght, mercante tedesco (n. 1752)
- 1840 - Anton Friedrich Justus Thibaut, giurista tedesco (n. 1772)
- 1842 - George FitzClarence, I conte di Munster, generale inglese (n. 1794)
- 1844 - Pierre Claude Pajol, generale francese (n. 1772)
- 1844 - Peter Buell Porter, politico statunitense (n. 1773)
- 1845 - Giuseppe Bertini, medico italiano (n. 1772)
- 1847 - Mademoiselle Mars, attrice teatrale francese (n. 1779)
- 1849 - Marie Dorval, attrice teatrale francese (n. 1798)
- 1850 - Luigi Francesetti di Mezzenile, politico e nobile italiano (n. 1776)
- 1853 - Robert James Graves, anatomista irlandese (n. 1796)
- 1855 - Elise d'Ahlefeldt-Laurwig, nobildonna danese (n. 1788)
- 1859 - Alexandre d'Alton, generale francese (n. 1776)
- 1863 - Ottaviano Fabrizio Mossotti, matematico, fisico e astronomo italiano (n. 1791)
- 1865 - Giuseppe Domenico Botto, fisico italiano (n. 1791)
- 1865 - Vincenzo Raffaelli, artista italiano (n. 1783)
- 1866 - Rikard Nordraak, compositore norvegese (n. 1842)
- 1866 - Antonio Tosti, cardinale italiano (n. 1776)
- 1867 - Fernando de la Puente y Primo de Rivera, cardinale e arcivescovo cattolico spagnolo (n. 1808)
- 1868 - August Daniel von Binzer, poeta e giornalista tedesco (n. 1793)
- 1870 - Robert Jocelyn, III conte di Roden, politico irlandese (n. 1788)
- 1871 - Antonio Buzzolla, compositore, direttore di coro e direttore d'orchestra italiano (n. 1815)
- 1872 - Francisco Palau y Quer, presbitero spagnolo (n. 1811)
- 1873 - William Brydon, militare e medico britannico (n. 1811)
- 1873 - Richard Church, generale irlandese (n. 1784)
- 1874 - Hans Christian Lumbye, compositore e direttore d'orchestra danese (n. 1810)
- 1875 - Virginie Ancelot, scrittrice, drammaturga e pittrice francese (n. 1792)
- 1875 - January Suchodolski, pittore e militare polacco (n. 1797)
- 1876 - Henri Rosellen, pianista, compositore e insegnante francese (n. 1811)
- 1877 - Carlo d'Assia, principe (n. 1809)
- 1878 - Claude-Auguste Lamy, chimico francese (n. 1820)
- 1878 - Julius Robert von Mayer, medico e fisico tedesco (n. 1814)
- 1879 - Giancarlo de Moll, generale austriaco (n. 1797)
- 1880 - Wilhelm Philippe Schimper, botanico francese (n. 1808)
- 1881 - Justin Clinchant, generale francese (n. 1820)
- 1881 - Bernardino Milon, politico e militare italiano (n. 1829)
- 1882 - Frank Stilwell, pistolero statunitense (n. 1856)
- 1883 - Domenico Carbone, patriota e scrittore italiano (n. 1823)
- 1883 - Ernest-Charles Lasègue, medico francese (n. 1816)
- 1887 - Pavel Vasil'evič Annenkov, critico letterario e storico russo (n. 1812)
- 1889 - Janko Jurković, scrittore e giornalista croato (n. 1827)
- 1889 - Albrecht Ritschl, teologo tedesco (n. 1822)
- 1891 - Lawrence Barrett, attore teatrale statunitense (n. 1838)
- 1894 - Aimé-Louis Champollion, storico, bibliotecario e archivista francese (n. 1813)
- 1894 - Lajos Kossuth, politico e rivoluzionario ungherese (n. 1802)
- 1895 - Clemente Corte, patriota e politico italiano (n. 1826)
- 1895 - Salvatore Ottolenghi, avvocato e politico italiano (n. 1831)
- 1895 - Ludwig Schläfli, matematico svizzero (n. 1814)
- 1895 - Valdemaro di Lippe, nobile tedesco (n. 1824)
- 1896 - Émile Boeswillwald, architetto francese (n. 1815)
- 1897 - Antoine Thomson d'Abbadie, esploratore, geografo e numismatico francese (n. 1810)
- 1897 - Apollon Nikolaevič Majkov, poeta russo (n. 1821)
- 1897 - Joaquim Marques Lisboa, militare e politico brasiliano (n. 1807)
- 1897 - Rodolphe Salis, impresario teatrale francese (n. 1851)
- 1898 - Ivan Ivanovič Šiškin, pittore russo (n. 1832)
- 1898 - Karl August Tavaststjerna, scrittore e poeta finlandese (n. 1860)
- 1899 - Franz Ritter von Hauer, geologo austriaco (n. 1822)

## XX secolo(256)
- 1901 - François Jules Edmond Got, attore francese (n. 1822)
- 1902 - Antonio Gandolfi, politico e militare italiano (n. 1835)
- 1903 - Charles Godfrey Leland, giornalista e etnologo statunitense (n. 1824)
- 1903 - Olive Oatman, esploratrice statunitense (n. 1837)
- 1904 - Gerolamo Boccardo, economista e politico italiano (n. 1829)
- 1904 - Louisa Pyne, soprano e impresaria teatrale inglese (n. 1832)
- 1905 - Abele Damiani, patriota e politico italiano (n. 1835)
- 1905 - Antonin Proust, giornalista e politico francese (n. 1832)
- 1906 - Raphaël Bischoffsheim, banchiere, politico e mecenate francese (n. 1823)
- 1906 - Vasile Pogor, poeta e politico rumeno (n. 1833)
- 1907 - Ljubomir Kaljević, politico serbo (n. 1841)
- 1909 - Gaetano Caracciolo, politico italiano (n. 1837)
- 1909 - Sina Mesdag van Houten, pittrice olandese (n. 1834)
- 1909 - Fritz Römer, zoologo tedesco (n. 1866)
- 1910 - Giuseppe Lazzaro, giornalista e politico italiano (n. 1825)
- 1910 - Nadar, fotografo francese (n. 1820)
- 1912 - Maria Josefa Sancho de Guerra, religiosa spagnola (n. 1842)
- 1916 - Ota Benga, congolese (Repubblica Democratica del Congo) (n. 1883)
- 1917 - Emilio De Marchi, tenore italiano (n. 1861)
- 1917 - Roberto Morra di Lavriano e della Montà, generale e politico italiano (n. 1830)
- 1917 - John Joseph Gabriel O'Byrne, militare francese (n. 1878)
- 1919 - François Henri Hallopeau, dermatologo francese (n. 1842)
- 1919 - Edward Charles Stirling, antropologo britannico (n. 1848)
- 1920 - Eva Mylott, contralto australiana (n. 1875)
- 1921 - Segar Bastard, arbitro di calcio, calciatore e crickettista inglese (n. 1854)
- 1921 - Ausonio Zubiani, medico italiano (n. 1869)
- 1922 - Gaetano Bellei, pittore italiano (n. 1857)
- 1923 - Józef Bilczewski, arcivescovo cattolico polacco (n. 1860)
- 1923 - Henry Edward Krehbiel, scrittore, critico musicale e musicologo statunitense (n. 1854)
- 1924 - Fernand Cormon, pittore francese (n. 1845)
- 1924 - Lucien Désiré Joseph Courchet, botanico francese (n. 1851)
- 1924 - Sophia Goudstikker, fotografa tedesca (n. 1865)
- 1925 - George Curzon, I marchese Curzon di Kedleston, politico e nobile britannico (n. 1859)
- 1925 - Miron Konstantinovič Vladimirov, rivoluzionario e politico russo (n. 1879)
- 1926 - Antonietta Brandeis, pittrice italiana (n. 1848)
- 1926 - Anatole Le Braz, poeta e traduttore francese (n. 1859)
- 1926 - Luisa di Svezia, regina svedese (n. 1851)
- 1928 - William Henry, nuotatore e pallanuotista britannico (n. 1859)
- 1928 - James Ward Packard, imprenditore statunitense (n. 1863)
- 1928 - Alfredo Tibiletti, ciclista su strada italiano (n. 1891)
- 1929 - Ferdinand Foch, generale francese (n. 1851)
- 1929 - Eduard Meijer, nuotatore e pallanuotista olandese (n. 1878)
- 1930 - Arthur Andrews, pistard statunitense (n. 1876)
- 1930 - Filippo Garavetti, avvocato e politico italiano (n. 1846)
- 1931 - Antonio Canepa, scultore italiano (n. 1850)
- 1931 - Hermann Müller, politico tedesco (n. 1876)
- 1932 - Il'ja Ivanovič Ivanov, biologo russo (n. 1870)
- 1933 - Giuseppe Zangara, criminale italiano (n. 1900)
- 1934 - Ruthven Deane, ornitologo statunitense (n. 1851)
- 1934 - Sydney Deane, attore e crickettista australiano (n. 1863)
- 1934 - Thorild Olsson, mezzofondista svedese (n. 1886)
- 1934 - Salvatore Ottolenghi, medico italiano (n. 1861)
- 1934 - Emma di Waldeck e Pyrmont, sovrana olandese (n. 1858)
- 1935 - Gian Stefano Cremaschi, scrittore italiano (n. 1853)
- 1935 - Gyoshū Hayami, pittore giapponese (n. 1894)
- 1935 - Jón Þorláksson, politico islandese (n. 1877)
- 1936 - Percy Francis Blake, scacchista e compositore di scacchi britannico (n. 1873)
- 1937 - Arthur Bernède, scrittore e sceneggiatore francese (n. 1871)
- 1937 - Domenico Grassi, militare italiano (n. 1909)
- 1937 - Harry Vardon, golfista inglese (n. 1870)
- 1938 - Paolo Boccella, militare e aviatore italiano (n. 1915)
- 1938 - Giuseppe Crovetto, militare italiano (n. 1915)
- 1938 - Aleksandăr Malinov, politico bulgaro (n. 1867)
- 1938 - Jacob Opdahl, ginnasta norvegese (n. 1894)
- 1938 - Pietro Strengacci, militare italiano (n. 1909)
- 1940 - Alfred Ploetz, medico e biologo tedesco (n. 1860)
- 1941 - Corrado Frera, imprenditore italiano (n. 1859)
- 1942 - Theodoro Valcárcel, compositore peruviano (n. 1900)
- 1943 - Alessandro Di Rovasenda, avvocato e politico italiano (n. 1858)
- 1943 - Héloïse Durant Rose, poetessa e commediografa statunitense (n. 1853)
- 1943 - Alice Stewart Ker, medico e docente scozzese (n. 1853)
- 1943 - Heinrich Zimmer, storico delle religioni e orientalista tedesco (n. 1890)
- 1944 - Giuseppe Marletta, matematico italiano (n. 1878)
- 1944 - Il'ja Ivanovič Maškov, pittore russo (n. 1881)
- 1944 - Pierre Pucheu, imprenditore e politico francese (n. 1899)
- 1944 - Sébastien Verhulst, calciatore belga (n. 1907)
- 1945 - Tommaso Bisi, politico italiano (n. 1887)
- 1945 - Alfred Douglas, poeta, scrittore e traduttore britannico (n. 1870)
- 1945 - Lina Arianna Jenna, scultrice italiana (n. 1886)
- 1945 - Sergio Paronetto, economista e politico italiano (n. 1911)
- 1946 - Henry Handel Richardson, scrittrice australiana (n. 1870)
- 1946 - Chaim Hirszman, superstite dell'Olocausto polacco (n. 1912)
- 1946 - Ernest Peterlin, ufficiale jugoslavo (n. 1903)
- 1947 - Victor Moritz Goldschmidt, chimico norvegese (n. 1888)
- 1947 - Heinrich Schwarz, militare tedesco (n. 1906)
- 1948 - Gustav Diessl, attore austriaco (n. 1899)
- 1949 - Italo Foschi, politico e dirigente sportivo italiano (n. 1884)
- 1949 - Irving Fazola, clarinettista statunitense (n. 1912)
- 1949 - François-Jean-Marie Serrand, vescovo cattolico francese (n. 1874)
- 1950 - Ali Sait Akbaytogan, generale turco (n. 1872)
- 1950 - Lionel Banks, scenografo statunitense (n. 1901)
- 1950 - Abel Lafouge, calciatore francese (n. 1895)
- 1950 - Milton Steinberg, rabbino, teologo e filosofo statunitense (n. 1903)
- 1950 - Frederick Twort, batteriologo inglese (n. 1877)
- 1951 - Alfredo Baquerizo, politico ecuadoriano (n. 1859)
- 1951 - René Guy Cadou, poeta francese (n. 1920)
- 1951 - Ricardo Leoncio Elías Arias, politico peruviano (n. 1874)
- 1951 - Dezső Kőszegi, allenatore di calcio e calciatore ungherese (n. 1895)
- 1952 - Mario Ajmone Cat, generale e aviatore italiano (n. 1894)
- 1953 - Alpinolo Magnini, ceramista italiano (n. 1877)
- 1953 - Henry Oberholzer, ginnasta britannico (n. 1893)
- 1953 - Graciliano Ramos, scrittore, giornalista e politico brasiliano (n. 1892)
- 1953 - Jack Raymond, regista e attore britannico (n. 1886)
- 1954 - Archibald Acheson, V conte di Gosford, nobile e generale inglese (n. 1877)
- 1955 - Marco Antonetto, imprenditore e dirigente sportivo italiano (n. 1893)
- 1955 - Larry Crockett, pilota automobilistico statunitense (n. 1926)
- 1956 - Fanny Durack, nuotatrice australiana (n. 1889)
- 1956 - Wilhelm Miklas, politico e insegnante austriaco (n. 1872)
- 1957 - Nello Beccari, biologo italiano (n. 1883)
- 1957 - Edna Woolman Chase, editrice statunitense (n. 1877)
- 1959 - Eolo Rebua, prefetto e politico italiano (n. 1878)
- 1959 - Franz Xaver Zimmermann, scrittore e storico austriaco (n. 1876)
- 1960 - Cándido Aguilar, politico e generale messicano (n. 1889)
- 1960 - Sláva Vaněk, calciatore boemo (n. 1883)
- 1962 - Andrew Ellicott Douglass, astronomo statunitense (n. 1867)
- 1962 - Henri Mouton, calciatore francese (n. 1881)
- 1962 - Charles Wright Mills, sociologo statunitense (n. 1916)
- 1963 - Manuel Arteaga y Betancourt, cardinale e arcivescovo cattolico cubano (n. 1879)
- 1963 - Alfred Reade Godwin-Austen, generale britannico (n. 1889)
- 1963 - Pasquale La Rotella, compositore italiano (n. 1880)
- 1964 - Brendan Behan, drammaturgo e scrittore irlandese (n. 1923)
- 1964 - Francis D'Arcy Osborne, nobile e diplomatico britannico (n. 1884)
- 1964 - Aleksandra Aleksandrovna Jabločkina, attrice teatrale russa (n. 1866)
- 1965 - Ed Archibald, astista canadese (n. 1884)
- 1965 - Omero Cambi, giornalista e poeta italiano (n. 1902)
- 1965 - Dan Frank, lunghista statunitense (n. 1882)
- 1965 - Emilio Petacci, attore italiano (n. 1886)
- 1965 - Holcombe Rucker, dirigente sportivo statunitense (n. 1926)
- 1965 - Louis Bonniot de Fleurac, mezzofondista e siepista francese (n. 1876)
- 1967 - Ludwig von Ficker, letterato e editore austriaco (n. 1880)
- 1967 - Mario Marcazzan, critico letterario italiano (n. 1902)
- 1968 - Charles Chaplin Jr., attore statunitense (n. 1925)
- 1968 - Gustavo Colonnetti, ingegnere, matematico e politico italiano (n. 1886)
- 1968 - Carl Theodor Dreyer, regista, sceneggiatore e montatore danese (n. 1889)
- 1968 - Sebastiano Guzzi, direttore di banda e compositore italiano (n. 1890)
- 1969 - Arthur E. Powell, scrittore statunitense (n. 1882)
- 1970 - Herbert Grundmann, storico tedesco (n. 1902)
- 1970 - Georges Hebdin, calciatore belga (n. 1895)
- 1970 - Albert Scothern, calciatore inglese (n. 1882)
- 1970 - Jaipal Singh, hockeista su prato e politico indiano (n. 1903)
- 1971 - Hallam Cooley, attore statunitense (n. 1895)
- 1971 - Joseph Delvecchio, calciatore francese (n. 1885)
- 1971 - Brice Parain, filosofo francese (n. 1897)
- 1971 - Alfredo Zardini, italiano (n. 1931)
- 1972 - Peter Marius Andersen, calciatore danese (n. 1885)
- 1972 - Filippo Barattolo, politico italiano (n. 1907)
- 1972 - Giuseppe Casillo, paroliere, poeta e scrittore italiano (n. 1916)
- 1972 - Gerard Bosch van Drakestein, pistard olandese (n. 1887)
- 1972 - Giovanni Guerrini, architetto, pittore e incisore italiano (n. 1887)
- 1972 - Georgij Lisicyn, scacchista sovietico (n. 1909)
- 1972 - Marilyn Maxwell, attrice statunitense (n. 1920)
- 1972 - Antonio Vico Camarero, attore spagnolo (n. 1903)
- 1973 - Theo Herckenrath, ciclista su strada belga (n. 1911)
- 1973 - Adolf Strauß, generale tedesco (n. 1879)
- 1974 - Chet Huntley, giornalista statunitense (n. 1911)
- 1974 - Vito Pandolfi, critico teatrale e regista italiano (n. 1917)
- 1975 - Giacomo Enrico di Borbone-Spagna, nobile spagnolo (n. 1908)
- 1975 - Ian Collins, tennista britannico (n. 1903)
- 1975 - Henning Holst, hockeista su prato danese (n. 1891)
- 1976 - Friedrich Donnenfeld, calciatore e allenatore di calcio austriaco (n. 1912)
- 1976 - Lorenzo Gallo, calciatore italiano (n. 1905)
- 1976 - Michael Goodliffe, attore britannico (n. 1914)
- 1976 - Wilhelm Marschall, ammiraglio tedesco (n. 1886)
- 1976 - Piero Montagnani, politico, antifascista e partigiano italiano (n. 1901)
- 1977 - Mario De Benedetti, ciclista su strada e imprenditore italiano (n. 1915)
- 1977 - Peter Houseman, calciatore inglese (n. 1945)
- 1977 - Charles Lyttelton, X visconte Cobham, ufficiale e politico britannico (n. 1909)
- 1977 - Terukuni Manzō, lottatore di sumo giapponese (n. 1919)
- 1977 - Roberto Emílio da Cunha, calciatore brasiliano (n. 1912)
- 1977 - Emilio Sereni, scrittore, partigiano e politico italiano (n. 1907)
- 1978 - Jacques Brugnon, tennista francese (n. 1895)
- 1978 - Robert Gilbert, compositore e attore tedesco (n. 1899)
- 1978 - Eugène Molle, generale francese (n. 1895)
- 1978 - Gherardo del Colle, poeta, scrittore e francescano italiano (n. 1920)
- 1979 - Henri Hell, cestista francese (n. 1911)
- 1979 - Winton C. Hoch, direttore della fotografia statunitense (n. 1905)
- 1979 - Ángel Mariscal, calciatore spagnolo (n. 1904)
- 1979 - Mino Pecorelli, giornalista, avvocato e scrittore italiano (n. 1928)
- 1979 - John Tremayne Babington, aviatore e militare britannico (n. 1891)
- 1981 - Irving Jaffee, pattinatore di velocità su ghiaccio statunitense (n. 1906)
- 1981 - Sonny Red, sassofonista statunitense (n. 1932)
- 1981 - Theo-Helmut Lieb, generale tedesco (n. 1889)
- 1981 - Angelo Penna, religioso, teologo e biblista italiano (n. 1917)
- 1981 - Edith Schultze-Westrum, attrice tedesca (n. 1904)
- 1981 - Sebastiano Scirè Risichella, militare italiano (n. 1890)
- 1982 - Leonid Cypkin, scrittore e medico sovietico (n. 1926)
- 1982 - Salvador Molina, ciclista su strada spagnolo (n. 1914)
- 1982 - Marco Tulli, attore italiano (n. 1920)
- 1982 - Marietta Šaginjan, scrittrice sovietica (n. 1888)
- 1983 - Thure Ahlqvist, pugile svedese (n. 1907)
- 1983 - Aimé Forest, filosofo francese (n. 1898)
- 1983 - Ivan Matveevič Vinogradov, matematico sovietico (n. 1891)
- 1984 - Stan Coveleski, giocatore di baseball statunitense (n. 1889)
- 1984 - Jean De Clercq, calciatore e allenatore di calcio belga (n. 1905)
- 1984 - Silvio Hernández, cestista messicano (n. 1908)
- 1984 - Ed Peterson, cestista statunitense (n. 1924)
- 1984 - Egidio Tosato, politico e giurista italiano (n. 1902)
- 1984 - Dario Valori, giornalista e politico italiano (n. 1925)
- 1985 - Giandomenico Baldisseri, calciatore italiano (n. 1938)
- 1985 - Victor Capesius, farmacista e ufficiale tedesco (n. 1907)
- 1985 - Pierre Marcel Lemoigne, ingegnere e aviatore francese (n. 1898)
- 1986 - Giorgio Rognoni, calciatore italiano (n. 1946)
- 1987 - Joe Fitzgerald, hockeista su ghiaccio statunitense (n. 1904)
- 1987 - Luigi Gandini, canottiere italiano (n. 1928)
- 1987 - Licio Giorgieri, generale italiano (n. 1925)
- 1987 - Norman Harris, chitarrista, cantautore e produttore discografico statunitense (n. 1947)
- 1987 - Ernst Karlberg, hockeista su ghiaccio svedese (n. 1901)
- 1987 - Russell Ohl, inventore e fisico statunitense (n. 1898)
- 1987 - Rita Streich, soprano tedesco (n. 1920)
- 1988 - Gil Evans, pianista, arrangiatore e compositore canadese (n. 1912)
- 1988 - Sergio Sega, calciatore italiano (n. 1927)
- 1988 - Greer Skousen, cestista messicano (n. 1916)
- 1989 - Archie Bleyer, arrangiatore, direttore d'orchestra e compositore statunitense (n. 1909)
- 1989 - Vincenzo Grasso, imprenditore italiano (n. 1938)
- 1989 - Mogens Lüchow, schermidore danese (n. 1918)
- 1989 - Dina Sfat, attrice brasiliana (n. 1939)
- 1990 - Maurice Cloche, regista, sceneggiatore e produttore cinematografico francese (n. 1907)
- 1990 - Lev Jašin, calciatore e hockeista su ghiaccio sovietico (n. 1929)
- 1991 - Dimitrie Onofrei, tenore rumeno (n. 1897)
- 1992 - George Whelan Anderson Jr., militare e diplomatico statunitense (n. 1906)
- 1992 - Lina Bo Bardi, architetta e designer italiana (n. 1914)
- 1992 - Georges Delerue, compositore francese (n. 1925)
- 1992 - Bruno Lavagnini, grecista, bizantinista e filologo classico italiano (n. 1898)
- 1992 - Nino Stresa, sceneggiatore italiano
- 1992 - Armando Testa, pubblicitario, disegnatore e animatore italiano (n. 1917)
- 1993 - Arsène Auguste, calciatore haitiano (n. 1951)
- 1993 - Ahmed Naseer Bunda, hockeista su prato pakistano (n. 1932)
- 1993 - Robert Burnham, Jr., astronomo statunitense (n. 1931)
- 1993 - Polykarp Kusch, fisico tedesco (n. 1911)
- 1993 - Toni Spiss, sciatore alpino austriaco (n. 1930)
- 1994 - Ilaria Alpi, giornalista e fotoreporter italiana (n. 1961)
- 1994 - Tat'jana Borisovna Berezanceva, regista cinematografico sovietica (n. 1912)
- 1994 - Miran Hrovatin, fotografo italiano (n. 1949)
- 1994 - Alfonso Rodríguez Salas, calciatore spagnolo (n. 1939)
- 1995 - Shinshô Hanayama, scrittore e religioso giapponese (n. 1898)
- 1995 - Sidney Kingsley, drammaturgo statunitense (n. 1906)
- 1995 - Werner Liebrich, allenatore di calcio e calciatore tedesco (n. 1927)
- 1995 - Luis Saslavsky, regista cinematografico e sceneggiatore argentino (n. 1903)
- 1995 - Reinhard Schaletzki, calciatore tedesco (n. 1916)
- 1995 - Big John Studd, wrestler statunitense (n. 1948)
- 1995 - Víctor Ugarte, calciatore boliviano (n. 1926)
- 1996 - Audrey Berry, attrice statunitense (n. 1906)
- 1996 - Claude Bourdet, scrittore, giornalista e imprenditore francese (n. 1909)
- 1996 - Renzo Torelli, arbitro di calcio italiano (n. 1933)
- 1997 - Carlo Fassi, pattinatore artistico su ghiaccio italiano (n. 1929)
- 1997 - Gaius de Gaay Fortman, politico, funzionario e giurista olandese (n. 1911)
- 1997 - Anzor Lezhava, cestista sovietico (n. 1936)
- 1997 - Marino Marini, cantante, pianista e compositore italiano (n. 1924)
- 1997 - Victor Sawdon Pritchett, scrittore e critico letterario britannico (n. 1900)
- 1997 - Calibi, paroliere e produttore discografico italiano (n. 1911)
- 1997 - Tony Zale, pugile statunitense (n. 1913)
- 1999 - Elsa Barraine, compositrice francese (n. 1910)
- 1999 - Patrick Heron, pittore britannico (n. 1920)
- 2000 - Jean Howard, attrice statunitense (n. 1910)
- 2000 - Ramon Mitra Jr., politico, diplomatico e attivista filippino (n. 1928)
- 2000 - Zayd Mutee' Dammaj, scrittore e politico yemenita (n. 1943)

## XXI secolo(117)
- 2001 - Nicolas Hommel, diplomatico lussemburghese (n. 1915)
- 2001 - Sergio Lenci, architetto italiano (n. 1927)
- 2001 - Ilie Verdeț, politico romeno (n. 1925)
- 2002 - Andra Akers, attrice statunitense (n. 1943)
- 2002 - Giulio Alfieri, ingegnere italiano (n. 1924)
- 2002 - Samuel Warren Carey, geologo australiano (n. 1911)
- 2002 - Aleksej Es'kov, calciatore sovietico (n. 1946)
- 2002 - Ibn al-Khattab, terrorista saudita (n. 1969)
- 2003 - Erich Hänel, calciatore tedesco (n. 1915)
- 2003 - Alberto López, cestista e allenatore di pallacanestro argentino (n. 1926)
- 2003 - Ivan Magnani, fantino italiano (n. 1919)
- 2004 - Chosuke Ikariya, comico, attore e cantante giapponese (n. 1931)
- 2004 - Vincenzo Maria Morici, ingegnere italiano (n. 1917)
- 2005 - Silvio Livio Rossi, pittore italiano (n. 1906)
- 2006 - Nicolas Birtz, calciatore lussemburghese (n. 1922)
- 2006 - Gene Scott, tennista statunitense (n. 1937)
- 2007 - Frank Baird, cestista e allenatore di pallacanestro statunitense (n. 1912)
- 2007 - Pullu Demanuele, calciatore maltese (n. 1929)
- 2007 - Taha Yassin Ramadan, politico e militare iracheno (n. 1938)
- 2007 - John P. Ryan, attore statunitense (n. 1936)
- 2007 - Donato Zampini, ciclista su strada italiano (n. 1926)
- 2008 - Enrico Alderotti, giornalista e scrittore italiano (n. 1935)
- 2008 - Ferdinando Maria di Borbone-Due Sicilie, principe francese (n. 1926)
- 2008 - John Willem Nicolaysen Gran, vescovo cattolico norvegese (n. 1920)
- 2008 - Tom Kelly, cestista statunitense (n. 1924)
- 2008 - Luigi Sagrati, violista italiano (n. 1921)
- 2009 - Mel Brown, chitarrista statunitense (n. 1939)
- 2009 - Abdellatif Filali, politico marocchino (n. 1928)
- 2009 - Project Itoh, scrittore giapponese (n. 1974)
- 2009 - Pierre Skawinski, velocista francese (n. 1912)
- 2010 - István Bilek, scacchista ungherese (n. 1932)
- 2010 - François Crouzet, storico francese (n. 1922)
- 2010 - Naim Krieziu, calciatore e allenatore di calcio albanese (n. 1918)
- 2010 - Robin Milner, informatico britannico (n. 1934)
- 2010 - Girija Prasad Koirala, politico nepalese (n. 1925)
- 2010 - Mikel Scicluna, wrestler maltese (n. 1929)
- 2010 - Stewart Udall, politico e ambientalista statunitense (n. 1920)
- 2011 - Oliver Humperdink, wrestler statunitense (n. 1949)
- 2011 - Andrej Grigor'evič Kalënov, militare russo (n. 1921)
- 2011 - Giovanni Nesti, cestista e allenatore di pallacanestro italiano (n. 1922)
- 2012 - Ottorino Enzo, canottiere italiano (n. 1926)
- 2012 - Noboru Ishiguro, regista, sceneggiatore e animatore giapponese (n. 1938)
- 2012 - Juan José Mencía, calciatore spagnolo (n. 1923)
- 2013 - Nasser El Sonbaty, culturista jugoslavo (n. 1965)
- 2013 - James Herbert, scrittore britannico (n. 1943)
- 2013 - Antonio Manganelli, poliziotto, prefetto e dirigente pubblico italiano (n. 1950)
- 2013 - Zillur Rahman, politico bangladese (n. 1929)
- 2013 - Emilio Santiago, cantante brasiliano (n. 1946)
- 2013 - Stefano Simoncelli, schermidore e dirigente sportivo italiano (n. 1946)
- 2013 - Risë Stevens, mezzosoprano e attrice statunitense (n. 1913)
- 2013 - Calvert Watkins, filologo classico e linguista statunitense (n. 1933)
- 2014 - Juan Manuel Basurco, presbitero e calciatore spagnolo (n. 1944)
- 2014 - Hilderaldo Bellini, calciatore brasiliano (n. 1930)
- 2014 - Dennis Jackson, calciatore inglese (n. 1932)
- 2014 - Tonie Nathan, produttrice televisiva statunitense (n. 1923)
- 2014 - Santiago Orgaz, calciatore spagnolo (n. 1928)
- 2014 - Khushwant Singh, scrittore indiano (n. 1915)
- 2014 - Mykola Sušak, cestista sovietico (n. 1943)
- 2015 - Malcolm Fraser, politico australiano (n. 1930)
- 2015 - Walter Grauman, regista e produttore televisivo statunitense (n. 1922)
- 2015 - Steve Mokone, calciatore sudafricano (n. 1932)
- 2015 - A.J. Pero, batterista statunitense (n. 1959)
- 2015 - Gregory Walcott, attore statunitense (n. 1928)
- 2016 - Rosa Maria Bollettieri Bosinelli, anglista italiana (n. 1940)
- 2016 - Paolo Bon, etnomusicologo e direttore di coro italiano (n. 1940)
- 2016 - Odo Fusi Pecci, vescovo cattolico italiano (n. 1920)
- 2016 - Anker Jørgensen, politico danese (n. 1922)
- 2016 - Ester Palmesino, altista italiana (n. 1927)
- 2017 - Andy Coan, nuotatore statunitense (n. 1958)
- 2017 - Louis Frémaux, direttore d'orchestra francese (n. 1921)
- 2017 - David Lawrence, cestista e allenatore di pallacanestro statunitense (n. 1959)
- 2017 - Chandler Robbins, ornitologo statunitense (n. 1918)
- 2017 - David Rockefeller, banchiere statunitense (n. 1915)
- 2017 - George Weinberg, psicologo statunitense (n. 1929)
- 2018 - Katie Boyle, conduttrice televisiva e attrice britannica (n. 1926)
- 2018 - Dylan Mika, rugbista a 15 neozelandese (n. 1972)
- 2018 - Peter George Peterson, imprenditore, politico e banchiere statunitense (n. 1926)
- 2019 - Tina Costa, partigiana e sindacalista italiana (n. 1925)
- 2019 - Lubomír Dobrý, allenatore di pallacanestro cecoslovacco (n. 1925)
- 2019 - Ken Wiesner, altista statunitense (n. 1925)
- 2020 - Susham Bedi, scrittrice indiana (n. 1945)
- 2020 - Amadeo Carrizo, calciatore e allenatore di calcio argentino (n. 1926)
- 2020 - Allah Ditta, astista pakistano (n. 1932)
- 2020 - Franco Fontanot, calciatore italiano (n. 1935)
- 2020 - Pradip Kumar Banerjee, allenatore di calcio e calciatore indiano (n. 1936)
- 2020 - Marino Quaresimin, politico e sindacalista italiano (n. 1937)
- 2020 - Kenny Rogers, cantante, fotografo e attore statunitense (n. 1938)
- 2020 - Giovanni Romanini, fumettista italiano (n. 1945)
- 2020 - Borislav Stanković, cestista, allenatore di pallacanestro e dirigente sportivo jugoslavo (n. 1925)
- 2020 - Tarcisio Stramare, presbitero, teologo e scrittore italiano (n. 1928)
- 2020 - Gino Volpe, cantautore italiano (n. 1943)
- 2020 - Edi Ziegler, ciclista su strada tedesco (n. 1930)
- 2021 - Constance Demby, compositrice e polistrumentista statunitense (n. 1939)
- 2021 - Taryn Fiebig, soprano australiano (n. 1972)
- 2021 - Peter Lorimer, calciatore britannico (n. 1946)
- 2021 - Evgenij Evgen'evič Nesterenko, basso russo (n. 1938)
- 2021 - Jack Phelan, cestista statunitense (n. 1925)
- 2021 - Georges Rieu, fumettista e giornalista francese (n. 1934)
- 2022 - Raimon Carrasco, imprenditore spagnolo (n. 1924)
- 2022 - Adriana Hoffmann, biologa e botanica cilena (n. 1940)
- 2022 - Reine Wisell, pilota automobilistico svedese (n. 1941)
- 2022 - Tom Young, allenatore di pallacanestro e cestista statunitense (n. 1932)
- 2023 - Osvaldo Héctor Cruz, calciatore argentino (n. 1931)
- 2023 - Mihai Dimancea, cestista e allenatore di pallacanestro rumeno (n. 1940)
- 2023 - Terry Norris, attore e politico australiano (n. 1930)
- 2023 - Michael Reaves, scrittore e sceneggiatore statunitense (n. 1950)
- 2023 - Anita Thallaug, cantante e attrice norvegese (n. 1938)
- 2023 - Virginia Zeani, soprano rumeno (n. 1925)
- 2024 - Michele Arnaboldi, architetto e urbanista svizzero (n. 1953)
- 2024 - Dumitru Macri, calciatore e allenatore di calcio rumeno (n. 1931)
- 2024 - Cocky Mazzetti, cantante italiana (n. 1937)
- 2024 - António Pacheco, calciatore e allenatore di calcio portoghese (n. 1966)
- 2024 - Vernor Vinge, scrittore e matematico statunitense (n. 1944)
- 2025 - Vitol'd Fokin, politico ucraino (n. 1932)
- 2025 - Eddie Jordan, imprenditore, dirigente sportivo e pilota automobilistico irlandese (n. 1948)
- 2025 - Angelo Nardinocchi, basso-baritono e baritono italiano (n. 1943)
- 2025 - Sandro Tiberi, calciatore, allenatore di calcio e dirigente sportivo italiano (n. 1938)

## Senza anno specificato(1)
- Thegan di Treviri, vescovo franco